# Arroyo Sarandí de Barcelo
El arroyo Sarandí de Barcelo es un pequeño curso de agua uruguayo que atraviesa el departamento de Cerro Largo perteneciente a la cuenca hidrográfica de la laguna Merín.
Nace en la cuchilla de Mangrullo, desemboca en el río Yaguarón.